# Gare Repentigny
Pour les articles homonymes, voir Repentigny.
La gare Repentigny est une gare du réseau de train de banlieue de Montréal exploité par Exo, située dans la ville du même nom. La gare fait partie de la ligne 15 - Mascouche inaugurée en décembre 2014. Elle se situe entre les boulevards Pierre-Le Gardeur et Lacombe, tout juste à l'ouest du pont Benjamin-Moreau. Le stationnement incitatif comporte 430 places, des supports à vélo sont disponibles pour les cyclistes et la gare est accessible pour les personnes à mobilité réduite.